# 664 v. Chr.
Portal Geschichte | Portal Biografien | Aktuelle Ereignisse | Jahreskalender | Tagesartikel

◄ |
8. Jahrhundert v. Chr. |
7. Jahrhundert v. Chr. |
6. Jahrhundert v. Chr. |
►

◄ | 680er v. Chr. | 670er v. Chr. | 660er v. Chr. | 650er v. Chr. |
640er v. Chr. |
►

◄◄ | ◄ | 667 v. Chr. | 666 v. Chr. | 665 v. Chr. | 664 v. Chr. |
663 v. Chr. |
662 v. Chr. |
661 v. Chr. |
► |
►►

## Ereignisse
- Chionis von Sparta wird Olympiasieger im Stadionlauf und im Diaulos.
- Erste Seeschlacht in der griechischen Geschichtsschreibung zwischen Korinth und Korfu.
- Die Sphinx von Taharqa, mit deren Bau 690 v. Chr. begonnen wurde, wird fertiggestellt. Heute ist sie im British Museum in London ausgestellt.
- Tanotamun folgt Taharqa als Herrscher von Ägypten. Er ist der letzte Pharao der nubischen 25. Dynastie aus dem Reich von Kusch. Wie seine Vorgänger opfert er in Elephantine dem Chnum und in Theben dem Amun-Re. Im selben Jahr erobert er für kurze Zeit Memphis und das Nildelta von den Assyrern zurück, wobei der  assyrische Statthalter Necho I. getötet wird.

## Gestorben
- Necho I., assyrischer Statthalter in Memphis
- Taharqa, ägyptischer Pharao
- Urtak, elamitischer Herrscher